# غارنهوفت (آراغاتسوتن)
مدينة غارنهوفت (بالإنجليزية: Garnhovit)‏ هي إحدى المدن التابعة لمقاطعة آراغاتسوتن في أرمينيا. يقدر عدد سكانها بـ 515 نسمة حسب الإحصاء الذي جرى عام 2011.